# 花園町駅
花園町駅（はなぞのちょうえき）は、大阪府大阪市西成区旭一丁目にある、大阪市高速電気軌道 (Osaka Metro) 四つ橋線の駅。駅番号はY17。

## 歴史
- 1942年（昭和17年）5月10日：3号線（現在の四つ橋線）大国町 - 当駅間開通時に、終着駅として開業。
- 1956年（昭和31年）6月1日：3号線が岸里まで延伸、中間駅となる。
- 1974年（昭和49年）：上下線ホームを結ぶ連絡通路を設置。
- 1991年（平成3年）：国道26号花園交差点北東側の出入口のすぐ傍（旧・大阪市立弘治小学校の校舎地下）に市営の自転車駐輪場を開設。
- 2018年（平成30年）4月1日：大阪市交通局の民営化により、大阪市高速電気軌道 (Osaka Metro) の駅となる。
- 2024年（令和6年）10月11日：可動式ホーム柵の運用を開始[1]。

## 駅構造

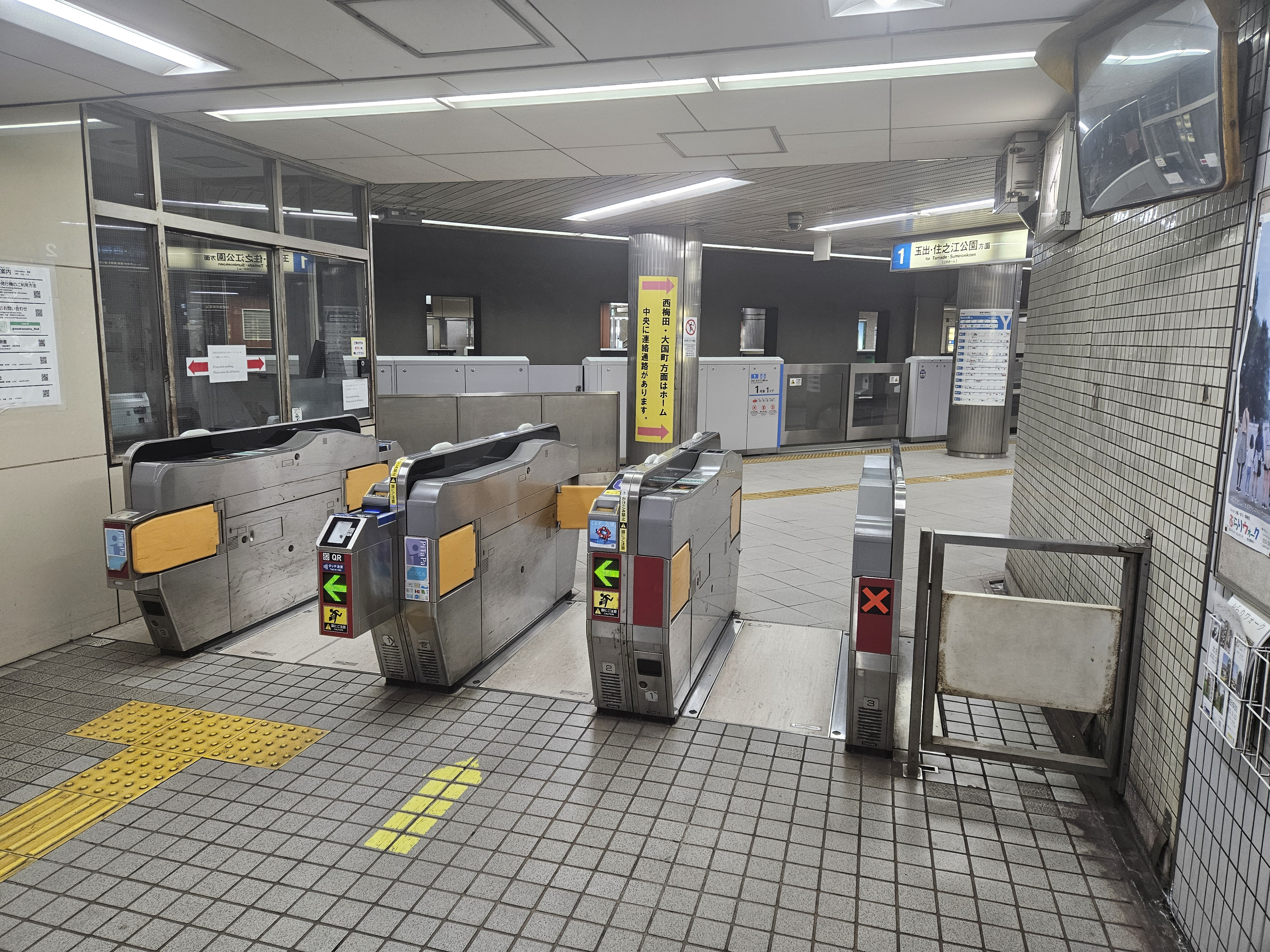
南東改札（2025年2月）
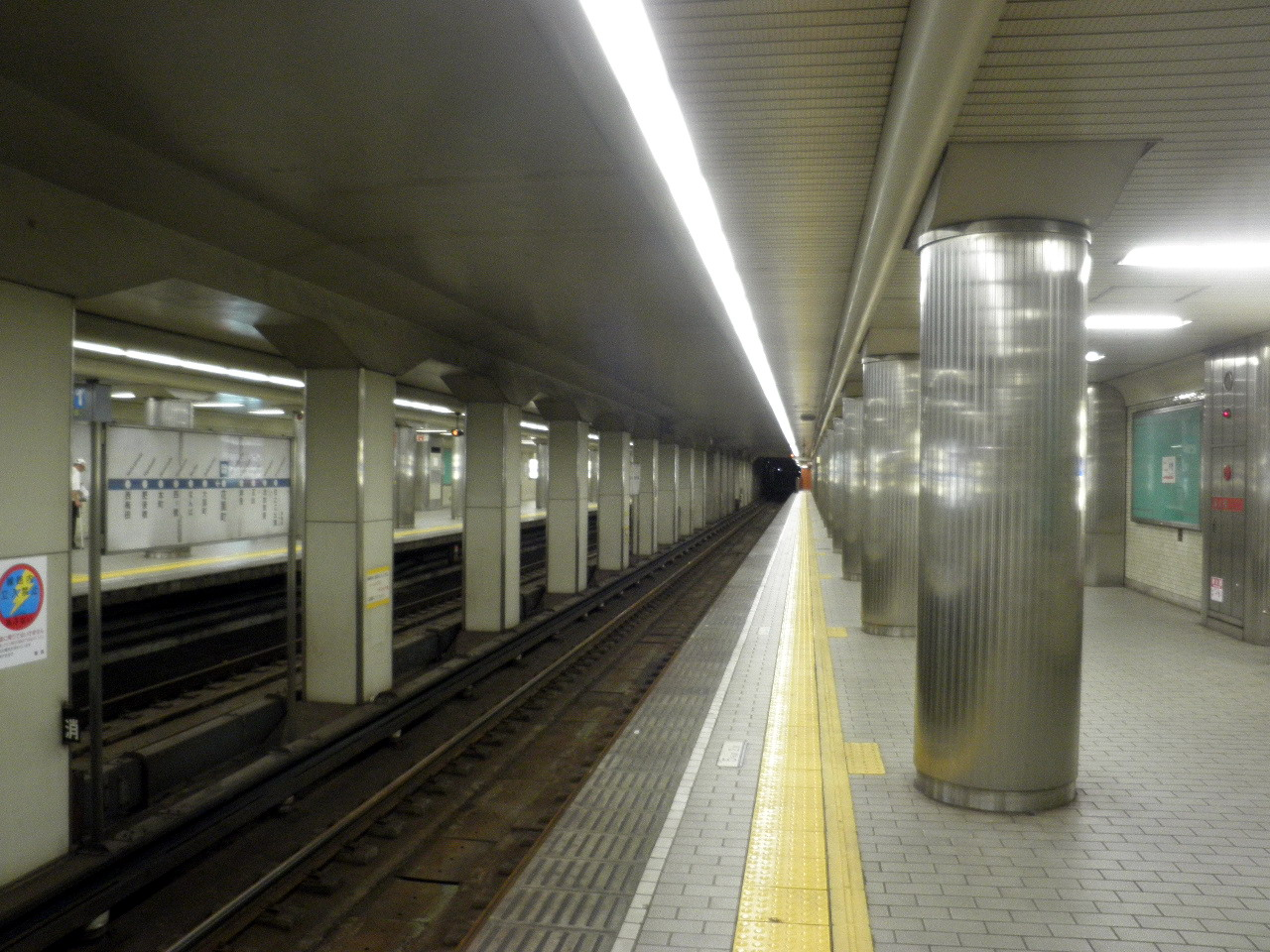
プラットホーム（ホーム柵設置前）
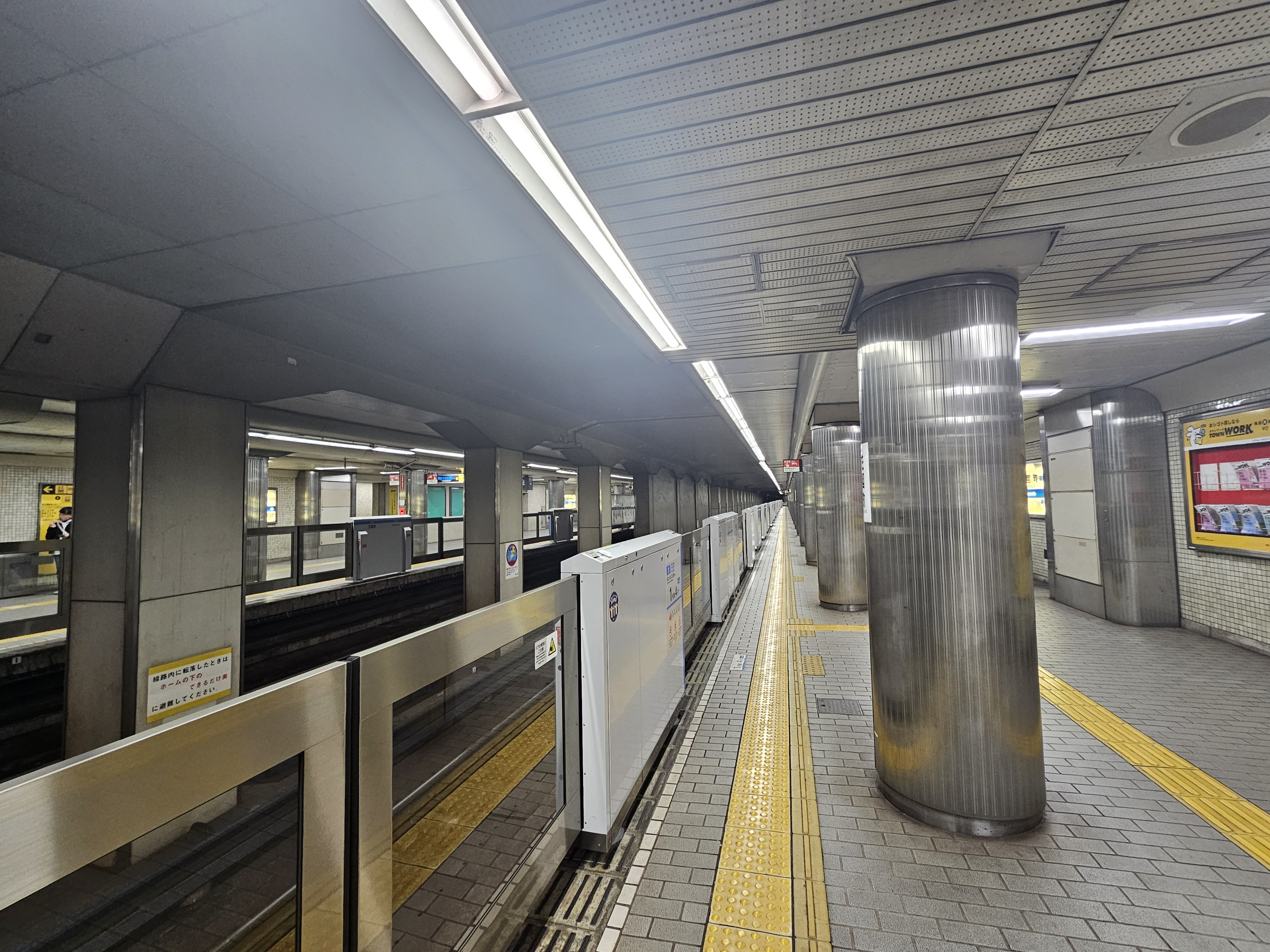
プラットホーム（ホーム柵設置後）

相対式ホーム2面2線を持つ地下駅。改札・ホームともに地下1階にある。改札口は両ホームの南北、合計4か所あり、互いのホームは中程の連絡通路で結ばれている。2003年頃までは、西梅田方面行きのホームに売店が営業していた。
当駅は、大国町管区駅に所属しており、岸里駅の被管理駅である。

### のりば
| 番線 | 路線     | 行先                       |
| ---- | -------- | -------------------------- |
| 1    | 四つ橋線 | 住之江公園方面             |
| 2    | 四つ橋線 | 大国町・四ツ橋・西梅田方面 |

### 出口
| 出口番号 | 出口周辺                                                               | 接続改札 | 備考             |
| -------- | ---------------------------------------------------------------------- | -------- | ---------------- |
| 1        | 南海電車萩之茶屋駅・西成警察署                                         | 北東改札 |                  |
| 2        | 社会福祉研修・情報センター                                             | 北西改札 |                  |
| 3A       | 自転車駐車場・シティバスのりば                                         | 南東改札 | エレベーターあり |
| 3B       | シティバスのりば                                                       | 南東改札 |                  |
| 4        | おとしよりすこやかセンター・西成区子ども 子育てプラザ 老人福祉センター | 南西改札 | エレベーターあり |

## 利用状況
2024年11月12日の1日乗降人員は17,520人（乗車人員：8,789人、降車人員：8,731人）である。四つ橋線全駅の中では南隣の岸里駅に次いで少ない。1993年3月4日に堺筋線が動物園前駅 - 天下茶屋駅間が延伸してからは岸里駅ともども影響を受けるようになり、さらに2000年以降は少子高齢化の進行による花園町駅周辺の人口自体の減少もあって、減少傾向がかなり強い。
各年度の特定日における利用状況は下表のとおりである。なお1969・1995年度の記録については、それぞれ1970・1996年に行われた調査である（会計年度上、表中に記載の年度となる）。
| 年度               | 調査日   | 乗車人員 | 降車人員 | 乗降人員 | 出典          | 出典          |
| 年度               | 調査日   | 乗車人員 | 降車人員 | 乗降人員 | メトロ        | 大阪府        |
| ------------------ | -------- | -------- | -------- | -------- | ------------- | ------------- |
| 1966年（昭和41年） | 11月08日 | 20,485   | 20,176   | 40,661   |               | [ 大阪府 1 ]  |
| 1967年（昭和42年） | 11月14日 | 19,336   | 19,435   | 38,771   |               | [ 大阪府 2 ]  |
| 1968年（昭和43年） | 11月12日 | 15,033   | 18,078   | 33,111   |               | [ 大阪府 3 ]  |
| 1969年（昭和44年） | 01月27日 | 17,839   | 17,768   | 35,607   |               | [ 大阪府 4 ]  |
| 1970年（昭和45年） | 11月06日 | 19,356   | 18,443   | 37,799   |               | [ 大阪府 5 ]  |
| 1972年（昭和47年） | 11月14日 | 17,838   | 17,809   | 35,647   |               | [ 大阪府 6 ]  |
| 1975年（昭和50年） | 11月07日 | 16,921   | 16,550   | 33,471   |               | [ 大阪府 7 ]  |
| 1977年（昭和52年） | 11月18日 | 16,777   | 16,352   | 33,129   |               | [ 大阪府 8 ]  |
| 1981年（昭和56年） | 11月10日 | 15,762   | 15,763   | 31,525   |               | [ 大阪府 9 ]  |
| 1985年（昭和60年） | 11月12日 | 14,700   | 14,477   | 29,177   |               | [ 大阪府 10 ] |
| 1987年（昭和62年） | 11月10日 | 15,494   | 15,371   | 30,865   |               | [ 大阪府 11 ] |
| 1990年（平成02年） | 11月06日 | 13,908   | 13,755   | 27,663   |               | [ 大阪府 12 ] |
| 1995年（平成07年） | 02月15日 | 10,659   | 10,427   | 21,086   |               | [ 大阪府 13 ] |
| 1998年（平成10年） | 11月10日 | 10,093   | 10,149   | 20,242   |               | [ 大阪府 14 ] |
| 2007年（平成19年） | 11月13日 | 8,883    | 8,755    | 17,638   |               | [ 大阪府 15 ] |
| 2008年（平成20年） | 11月11日 | 9,045    | 8,829    | 17,874   |               | [ 大阪府 16 ] |
| 2009年（平成21年） | 11月10日 | 8,590    | 8,462    | 17,052   |               | [ 大阪府 17 ] |
| 2010年（平成22年） | 11月09日 | 8,454    | 8,340    | 16,794   |               | [ 大阪府 18 ] |
| 2011年（平成23年） | 11月08日 | 8,959    | 8,828    | 17,787   |               | [ 大阪府 19 ] |
| 2012年（平成24年） | 11月13日 | 8,407    | 8,189    | 16,596   |               | [ 大阪府 20 ] |
| 2013年（平成25年） | 11月19日 | 8,130    | 7,928    | 16,058   | [ メトロ 1 ]  | [ 大阪府 21 ] |
| 2014年（平成26年） | 11月11日 | 7,978    | 7,828    | 15,806   | [ メトロ 2 ]  | [ 大阪府 22 ] |
| 2015年（平成27年） | 11月17日 | 7,742    | 7,591    | 15,333   | [ メトロ 3 ]  | [ 大阪府 23 ] |
| 2016年（平成28年） | 11月08日 | 7,674    | 7,553    | 15,227   | [ メトロ 4 ]  | [ 大阪府 24 ] |
| 2017年（平成29年） | 11月14日 | 7,892    | 7,760    | 15,652   | [ メトロ 5 ]  | [ 大阪府 25 ] |
| 2018年（平成30年） | 11月13日 | 8,149    | 8,087    | 16,236   | [ メトロ 6 ]  | [ 大阪府 26 ] |
| 2019年（令和元年） | 11月12日 | 8,738    | 8,542    | 17,280   | [ メトロ 7 ]  | [ 大阪府 27 ] |
| 2020年（令和02年） | 11月10日 | 7,354    | 7,183    | 14,537   | [ メトロ 8 ]  | [ 大阪府 28 ] |
| 2021年（令和03年） | 11月16日 | 7,266    | 7,112    | 14,378   | [ メトロ 9 ]  | [ 大阪府 29 ] |
| 2022年（令和04年） | 11月15日 | 7,661    | 7,509    | 15,170   | [ メトロ 10 ] | [ 大阪府 30 ] |
| 2023年（令和05年） | 11月07日 | 7,999    | 7,847    | 15,846   | [ メトロ 11 ] | [ 大阪府 31 ] |
| 2024年（令和06年） | 11月12日 | 8,789    | 8,731    | 17,520   | [ メトロ 12 ] |               |

## 駅周辺
公共施設
- 西成区老人福祉センター
- 西成区子ども・子育てプラザ
- ファミリー・サポート・センター西成
- 西成花園郵便局

教育
- 大阪市立長橋小学校
- 大阪市立新今宮小学校・今宮中学校
- 大阪観光ビジネス学院
- 新日本大阪ボクシングジム

銀行・信用金庫
- りそな銀行 萩ノ茶屋支店
- 大阪信用金庫 花園支店

医療
- 杏林記念病院
- 田口クリニック

商業
- イズミヤ 本社
- イズミヤ 花園店
- スーパー玉出 花園店・鶴見橋店
- はやし 鶴見橋店
- 鶴見橋商店街 - 当駅を利用する府立西成高校生徒の通学路でもある。
  - 越前屋
- ライフ 西天下茶屋店

宿泊施設
- ホテルブルーメン花園北

劇場
- 梅南座
- 鈴成座
- パシフィック・シアター

交通
- 南海電気鉄道南海本線（運行系統上は高野線）萩ノ茶屋駅 - 直線距離で200メートル程。
- 阪堺電気軌道阪堺線今船停留場（駅東側）、今池停留場（駅北東側）
- 国道26号
- 大阪府道・兵庫県道41号大阪伊丹線

## バス路線
最寄り停留所は、花園交差点付近にある地下鉄花園町となる。以下の路線が乗り入れ、大阪シティバスにより運行されている。
- 48号系統：あべの橋/地下鉄住之江公園
- 52号系統：あべの橋/なんば

## 隣の駅
大阪市高速電気軌道 (Osaka Metro)
 四つ橋線
大国町駅 (Y16) - 花園町駅 (Y17) - 岸里駅 (Y18)
- ( ) 内は駅番号を示す。

### 記事本文

### 利用状況
1. ↑  路線別駅別乗降人員 - 大阪市高速電気軌道
2. ↑  大阪府統計年鑑 - 大阪府
3. ↑  大阪市統計書 - 大阪市

#### 大阪市高速電気軌道
1. ↑  路線別乗降人員 （2013年11月19日（火）交通調査） (PDF)
2. ↑  路線別乗降人員 （2014年11月11日（火）交通調査） (PDF)
3. ↑  路線別乗降人員 （2015年11月17日（火）交通調査） (PDF)
4. ↑  路線別乗降人員 （2016年11月8日（火）交通調査） (PDF)
5. ↑  路線別乗降人員 （2017年11月14日（火）交通調査） (PDF)
6. ↑  路線別乗降人員 （2018年11月13日（火）交通調査） (PDF)
7. ↑  路線別乗降人員 （2019年11月12日（火）交通調査） (PDF)
8. ↑  路線別乗降人員 （2020年11月10日（火）交通調査） (PDF)
9. ↑  路線別乗降人員 （2021年11月16日（火）交通調査） (PDF)
10. ↑  路線別乗降人員 （2022年11月15日（火）交通調査） (PDF)
11. ↑  路線別乗降人員 （2023年11月7日（火）交通調査） (PDF)
12. ↑  路線別乗降人員 （2024年11月12日（火）交通調査） (PDF)

#### 大阪府統計年鑑
1. ↑  大阪府統計年鑑（昭和42年） (PDF)
2. ↑  大阪府統計年鑑（昭和43年） (PDF)
3. ↑  大阪府統計年鑑（昭和44年） (PDF)
4. ↑  大阪府統計年鑑（昭和45年） (PDF)
5. ↑  大阪府統計年鑑（昭和46年） (PDF)
6. ↑  大阪府統計年鑑（昭和48年） (PDF)
7. ↑  大阪府統計年鑑（昭和51年） (PDF)
8. ↑  大阪府統計年鑑（昭和53年） (PDF)
9. ↑  大阪府統計年鑑（昭和57年） (PDF)
10. ↑  大阪府統計年鑑（昭和61年） (PDF)
11. ↑  大阪府統計年鑑（昭和63年） (PDF)
12. ↑  大阪府統計年鑑（平成3年） (PDF)
13. ↑  大阪府統計年鑑（平成8年） (PDF)
14. ↑  大阪府統計年鑑（平成11年） (PDF)
15. ↑  大阪府統計年鑑（平成20年） (PDF)
16. ↑  大阪府統計年鑑（平成21年） (PDF)
17. ↑  大阪府統計年鑑（平成22年） (PDF)
18. ↑  大阪府統計年鑑（平成23年） (PDF)
19. ↑  大阪府統計年鑑（平成24年） (PDF)
20. ↑  大阪府統計年鑑（平成25年） (PDF)
21. ↑  大阪府統計年鑑（平成26年） (PDF)
22. ↑  大阪府統計年鑑（平成27年） (PDF)
23. ↑  大阪府統計年鑑（平成28年） (PDF)
24. ↑  大阪府統計年鑑（平成29年） (PDF)
25. ↑  大阪府統計年鑑（平成30年） (PDF)
26. ↑  大阪府統計年鑑（令和元年） (PDF)
27. ↑  大阪府統計年鑑（令和2年） (PDF)
28. ↑  大阪府統計年鑑（令和3年） (PDF)
29. ↑  大阪府統計年鑑（令和4年） (PDF)
30. ↑  大阪府統計年鑑（令和5年） (PDF)
31. ↑  大阪府統計年鑑（令和6年） (PDF)